# 德江县第一中学
德江县第一中学（英語：Dejiang N0.1 High School），位于贵州省铜仁市德江县青龙街道,创办于1940年春。
原名德江县立初级中学，新中国成立后，更名为贵州省德江县初级中学；1958年开办高中，更名为贵州省德江中学；2000年发展成独立高中；2004年被评为地级示范性高中，更名为贵州省德江县第一中学。 
2012年8月自大犀山整体搬迁至现黎家堡校区，与德江县实验中学实现校区分离，同年9月成功申请评估为省级二类示范性高中。